# Molde FK
Molde FK este un club de fotbal din Molde, Norvegia. Molde este triplă campioană a Norvegiei (2011, 2012, 2014) și cvadruplă câștigătoare a Cupei Norvegiei (1994, 2005, 2013, 2014).

## Palmares
- Prima Ligă Norvegiană (5): 2011, 2012, 2014, 2019, 2022.

Locul 2 (9): 1974, 1987, 1995, 1998, 1999, 2002, 2009, 2017, 2018
Locul 3 (3): 1977, 1988, 1990
- Cupa Norvegiei (6): 1994, 2005, 2013, 2014, 2022, 2023.

Finalistă (3): 1982, 1989, 2009